# (6083) Janeirabloom
(6083) Janeirabloom (1984 SQ2) – planetoida z pasa głównego asteroid okrążająca Słońce w ciągu 3,36 lat w średniej odległości 2,24 j.a. Odkryta 25 września 1984 roku.